# アダム・ライナー

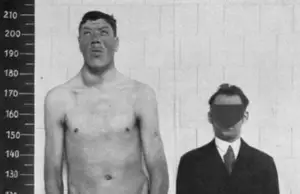
1930年頃のアダム・ライナー（左）。右は平均的な身長の男性。

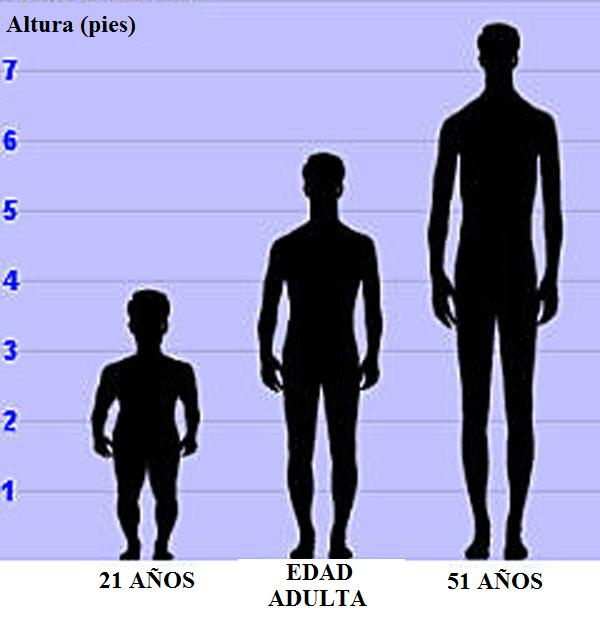
身長の変化を比較した図。左は21歳、右は51歳時の身長。中央は平均的な成人男性。

アダム・ライナー（Adam Rainer、1899年 - 1950年3月4日）は、「最も変化した身長」の記録保持者である。歴史上で唯一、小人症と巨人症の双方に該当していた人物とされ、18歳のとき（1917年）の身長は1.38メートル（約4フィート6.3インチ）、19歳（1918年）で1.43メートル（約4フィート8.3インチ）であった。その後ライナーの身長は急激に伸び、1931年の時点では2.18メートル（約7フィート1.8インチ）となり、1950年の死亡時には2.337メートル（約7フィート8インチ）にまで到達している。

## 生涯
1899年、オーストリア＝ハンガリー帝国時代のグラーツで生まれた。彼の父は身長1.75メートル（約5フィート8.9インチ）、母親の身長は1.65メートル（約5フィート5インチ）あり、また兄弟（異父兄弟か異母兄弟かは不明）の身長は1.75メートル（約5フィート8.9インチ）だった。ライナーは幼少時から病弱で、身体も小さかった。
『ギネス世界記録2013』97頁の記述に拠ると、成人で身長が1.47メートル（4フィート10インチ）に満たない場合を小人症とみなしている。ライナーは1917年（18歳）と1918年（19歳）のときに徴兵検査を受けたが、当時の身長はそれぞれ1.38メートル（約4フィート6.3インチ）と1.43メートル（約4フィート8.3インチ）であった。その時の報告書では、ライナーは小柄で虚弱であったが同時に大きな足を持っていたといい、彼自身の話では18歳のとき、靴のサイズはヨーロッパサイズで43だったという。
ライナーの身長が急激に伸び始めたのは、彼が21歳になった1920年のことであった。1931年（32歳）のときの身長は、2.18メートル（約7フィート1.8インチ）に達し、靴のサイズはヨーロッパサイズで53にまで大きくなった。
この急激な成長は脳下垂体腫瘍の悪影響である可能性が高く、その結果ライナーの健康はさらに損なわれた。彼の視力は衰え始め、1920年代の終わりには字を読むことはまだ可能だったものの、右目がほぼ盲目の状態となった。ほぼ同時期に、左耳の聴覚障害も悪化した。1925年から1926年にかけて、脊柱の湾曲が目立つようになった。1925年まで正常な食欲を持っていたものの、この年以降は食物の摂取も難しくなり始め、その結果健康状態は悪化して歩行も困難になり、ついには寝たきりの生活となった。
ライナーは1930年8月25日から1931年5月23日の期間、医学的な検査を受けた。当初の検査では、通常時の身長が2.06メートル（約6フィート9.1インチ）、補正時の身長が2.16メートル（約7フィート1インチ）という測定結果が出た。この検査によって、脳下垂体腫瘍が成長ホルモンの過剰な生産を引き起こすことが判明した。ライナーの顔貌や異常に大きな手足は、明らかに末端肥大症の症状を示していた。ライナーの脳下垂体腫瘍は10年前からさらに大きくなっているため、成功の可能性は小さいものの腫瘍の除去が最善の策であろうと決定した。
ライナーは1930年12月2日に腫瘍の除去手術を受けた。1931年5月20日に、ライナーは再度身体測定を受けた。身長は手術前と同じ2.06メートル（約6フィート9.1インチ）であったが、脊柱の湾曲はさらに悪化していたことが判明し、結局手術は失敗であった。
ライナーは1950年に死去した。その死を伝える新聞記事によると、身長は2.337メートル（約7フィート8インチ）、補正時の身長は2.388メートル（約7フィート10インチ）であったという。